# Guillem de Beaujeu
Guillaume de Beaujeu, també anomenat Guillem de Beaujeu, va ser el vint-i-unè Gran Mestre de l'Orde del Temple des de (1273-1291). Va morir durant el Setge d'Acre i va ser succeït per Thibaud Gaudin.

## Inicis
Era originari de la regió del Beaujolais, d'on deriva el seu cognom. Guillaume era descendent d'una poderosa família pertanyent a la noblesa Beaujolesa, que tenia llaços familiars amb Lluís IX de França i Carles d'Anjou, rei de Sicília.
Es creu que va ingressar a l'Orde als 20 anys, exercint primer com comanador de la guarnició templera a la província de Trípoli el 1271. Va ser elegit el 13 de maig de 1273, com Gran Mestre amb el càrrec de Comanador de la Pulla fora de Terra Santa.
Des de la seva elecció, va emprendre una gira per visitar les principals comandes templers d'Occident, i va ser convocat pel Papa Gregori X al segon Concili de Lió. Durant l'estiu de 1274, va fer el possible per obtenir l'opinió dels Grans Mestres de l'Orde del Temple i de l'Hospital per organitzar una nova croada. El poc entusiasme per part dels barons occidentals davant la idea de tal Croada i la mort del Papa el 1276 van interrompre definitivament els preparatius de l'expedició.

## El retorn a Acre i els seus intents per defensar Terra Santa
Malgrat les crides constants dels Templers d'Orient, no va ser sinó fins al setembre de 1275 quan Guillaume de Beaujeu va arribar a Acre. El 1279, de Beaujeu va entrar en conflicte amb Hug III de Xipre, ja que aquest acabava de confiscar els béns templers a l'illa. El distanciament entre Xipre i l'Orde va durar aproximadament 20 anys, i no va ser fins que Jacques de Molay va ocupar el càrrec de Gran Mestre, quan els problemes diplomàtics van començar a solucionar-se.
El 1282, la política envers els governants musulmans consistia en guanyar temps i aconseguir la divisió entre els mongols i l'islam mitjançant una Aliança Franco-Mongol, aprofitant la invasió mongola que els assetjava per l'est i el nord per a prorrogar per un lapse de 10 anys la treva signada el 1271 amb Bàybars I. D'una banda, els cristians del Regne d'Armènia Menor eren partidaris d'una aliança amb les hordes tàtares, mentre que els cristians del sud preferien romandre neutrals. De fet Guillaume de Beaujeu mantenia relacions amigables amb el Caire.
El 1288, Qalawun, el successor de Bàybars I, va decidir atacar Trípoli tot i la treva signada. Guillaume de Beaujeu, gràcies a les relacions estretes que mantenia amb la cort del soldà del Caire, es va assabentar del pla i ràpidament va informar dels preparatius en curs i va alertar als dignataris de la ciutat de Trípoli, que no se'l van creure, ja que se sentien protegits per la treva. Al contrari, van pensar que el mestre del Temple volia que abandonessin aquesta ciutat per poder capturar-la i posar-la sota comandament templer.
Malgrat les advertències de Guilleaume de Beaujeu, i per raó de la desconfiança entre els líders cristians, la vila de Trípoli va caure en mans musulmanes el 26 d'abril de 1289. Qalawn, que tenia com a objectiu l'expulsió total dels croats de Terra Santa des de finals de 1289, va iniciar els preparatius per assetjar Acre.

## Inici de les hostilitats
La massacre de comerciants musulmans a Acre comesa per tropes franco-llombardes nouvingudes d'Europa, li van proporcionar la justificació per assolir els seus objectius. Per disfressar els seus preparatius, Qalawun va exigir que li lliuressin als responsables de la massacre per imposar-els un càstig exemplar. Guillem de Beaujeu va proposar als dignataris d'Acre buidar les presons de condemnats a mort i lliurar-los a Qalawun per guanyar temps. Els notables van rebutjar la decisió del Mestre de l'Orde templer i van romandre sords a les demandes de Qalawun, creient-se protegits per la treva acordada el 1282. Els cristians van gaudir, però, d'algunes setmanes de repòs després de la mort de Qalawun el novembre de 1290 al Caire.
Poc temps després Al-Ashraf, el seu fill petit, va aconseguir desbaratar el complot del general Turuntai i el va fer executar. Al-Àixraf Khalil va arribar al mes d'abril de 1291 amb el seu exèrcit de 200.000 homes fins als murs de la ciutat. Al 5 d'abril, la ciutat estava completament encerclada i les màquines de guerra musulmanes van ser posades a punt.

## Setge de la ciutat

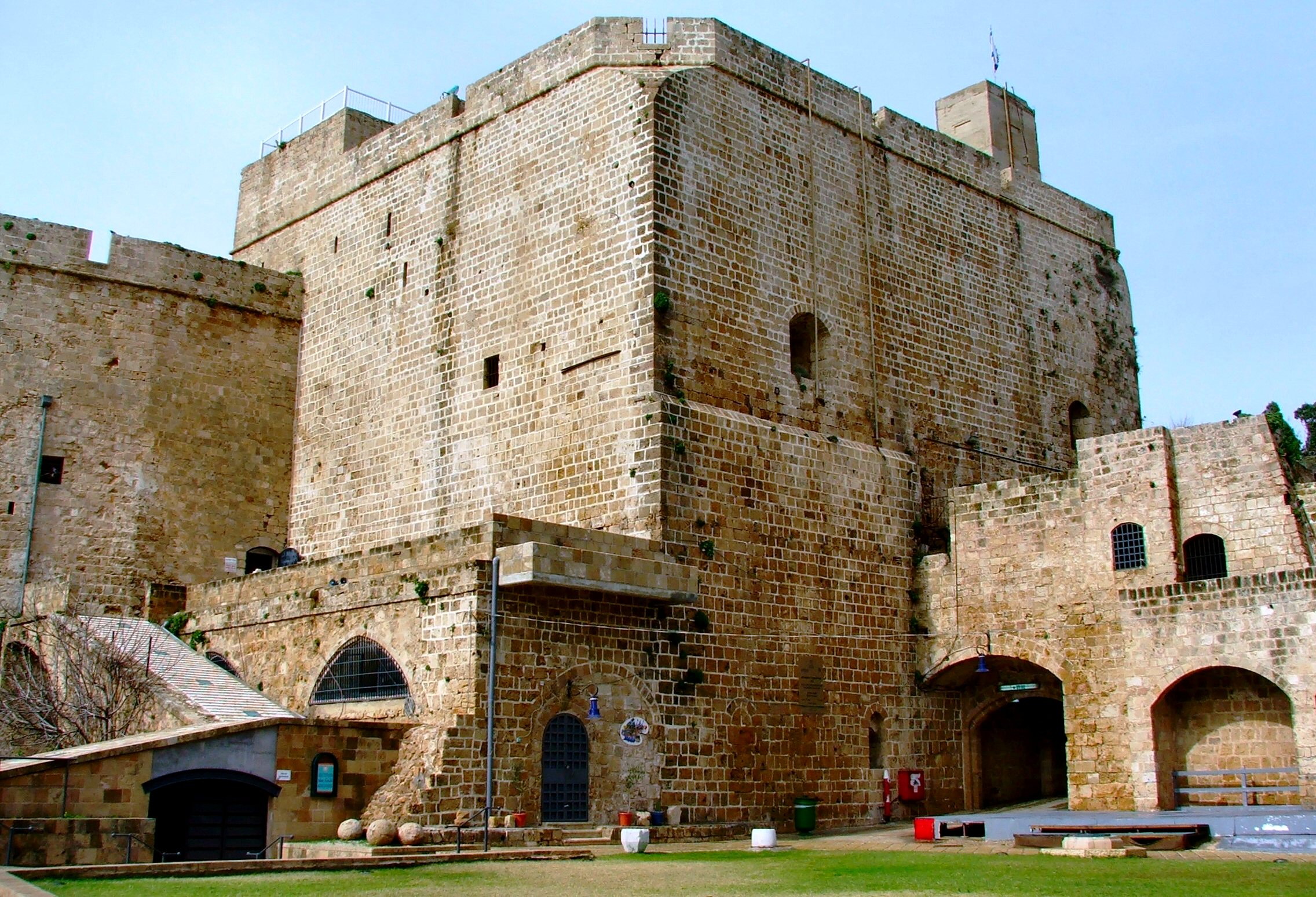
El castell dels Hospitalers a Acre.

Templers i Hospitalers, comandats pels seus mestres Guillem de Beaujeu i Joan de Villiers, respectivament, van oblidar les seves disputes i es van disposar a defensar les muralles septentrionals de la vila, mentre que Conrad de Feutchwangen, mestre de l'Orde Teutònic, Amalaric el germà del rei de Xipre Enric II i comandant de la cavalleria siriana i xipriota i el capità suís Otó de Grandson, al comandament de tropes angleses, van ocupar les muralles occidentals.
De Beaujeu intentà una sortida amb 300 cavallers la nit del 15 al 16 d'abril. Prenent per sorpresa un contingent enemic que acampava davant les seves posicions, van massacrar a diversos centenars de combatents, però van haver de retirar-se a l'abric de les muralles de la ciutat abans de poder destruir les màquines de guerra enemigues, que eren els seus objectius, ja que l'exèrcit mameluc estava en aquells dies alerta i es disposava a contraatacar.
El 16 de maig, tot i que alguns dies abans el rei de Xipre, Enric II, i un miler de combatents havien arribat per vaixell a la ciutat, una part de la muralla es va enfonsar per l'acció dels sapadors enemics. Els musulmans van entrar per la bretxa, però l'acció conjunta de les tres ordes reunides els va impedir penetrar més enllà d'uns metres i els defensors van aconseguir, poc després, repel·lir els musulmans fora de les muralles.

## Mort en combat de Guillaume de Beaujeu

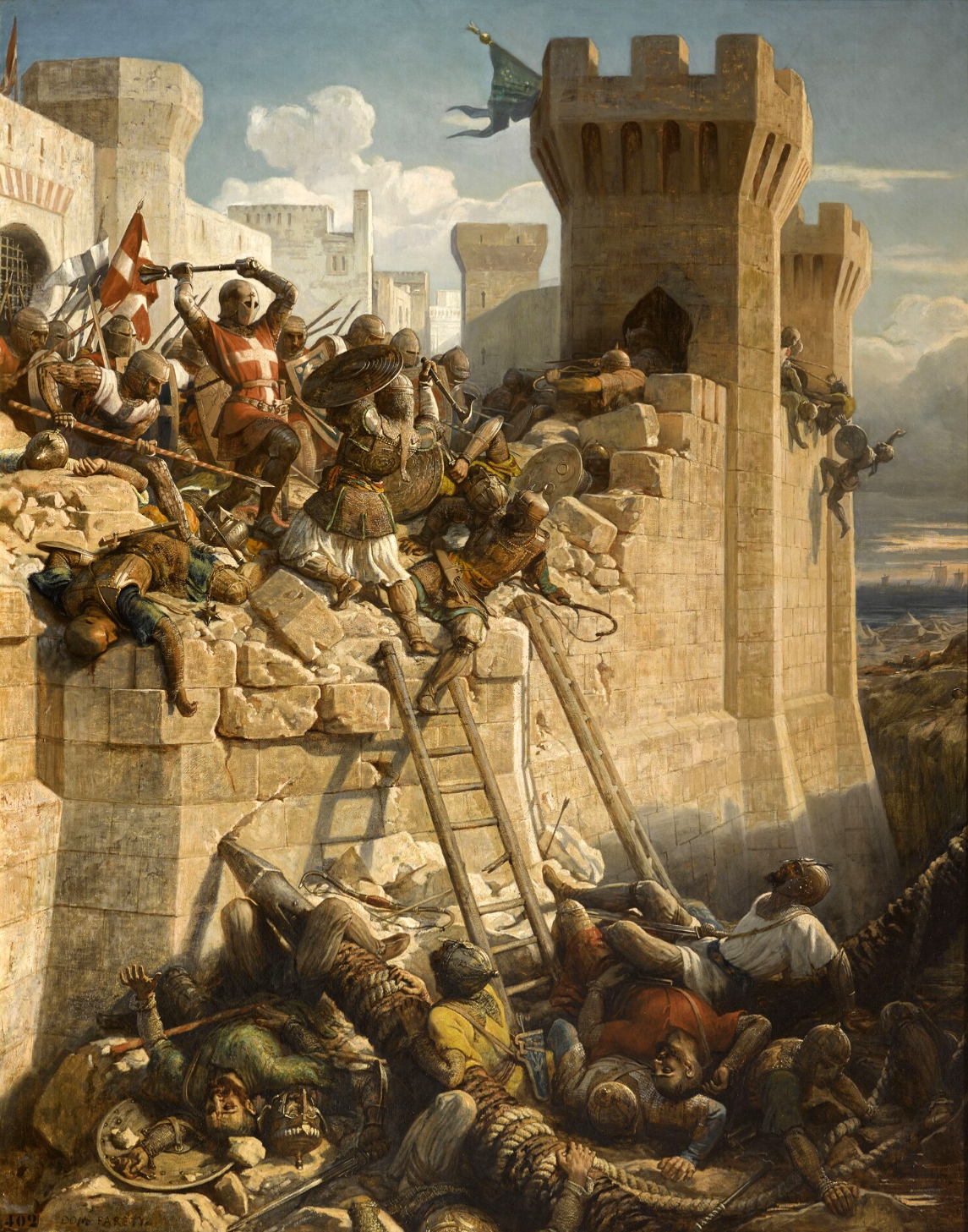
Defensa d'Acre, comandada per Guillaume de Beaujeu, 1291.

El 18 de maig, Al-Ashraf Khalil va llançar l'assalt final. Dos milers de fanàtics musulmans van arribar i van creuar la muralla per la bretxa oberta i llançant-se sobre les torres i els murs restants. Guillem de Beuajeu va reunir una desena de cavallers templers i el mateix nombre d'hospitalers que, seguint Guillaume, es van llançar en una envestida mortal.
Amb la vintena de cavallers, Guillem de Beaujeu va poder posar un alt momentani a la marea enemiga que vessava ja sobre la ciutat. Quan estava a punt de repel·lir als sarraïns que ocupaven la porta de Sant Antoni, va ser mortalment ferit. En el fragor del combat no va tenir temps de veure una fletxa que, disparada per un arquer sirià, va travessar el seu costat, just per sota de l'aixella, i es va allotjar al pit. Els cavallers que lluitaven amb ell, en veure'l retirar capcot cap a l'interior de la ciutat, li van retreure la seva conducta, al que ell va respondre dient: "No m'estic retirant. Estic ferit, vet aquí la fletxa" i va mostrar la sageta, ja trencada, mentre l'aixecava amb el braç per sobre el seu cap.
Ràpidament va ser portat per una de les poternes de la muralla interior, que dividia el barri de Montmusard de la resta de la ciutat cap a una casa d'aquest barri, on va exhalar el seu últim alè.

## Caiguda de la ciutat
L'arribada de nombrosos contingents de reforç enemics va obligar els cavallers restants a retirar-se cap al castell templer situat al sud d'Acre, prop de la costa.
La ciutat va ser conquerida pels musulmans uns dies més tard. No obstant això, va continuar l'heroica defensa dels templers que van lluitar fins al final, atrinxerats en el seu bastió fortificat. Aquesta defensa enferrissada va permetre que un bon nombre d'habitants de la ciutat i alguns cavallers escapessin d'Acre sans i estalvis i es refugiessin a Xipre.
Thibaud Gaudin i Pierre de Sevry, els dos alts dignataris encara vius a Acre, van decidir separar-se. Thibaud Gaudin, comanador d'Acre, va viatjar per mar cap a Sidó, encara en mans cristianes, mentre que Pierre de Sevry, mariscal de l'orde, va continuar sostenint la resistència davant les hordes musulmanes. Pierre de Sevry va poder mantenir a ratlla, per alguns dies, als milers de soldats musulmans, comptant només amb un grapat de defensors. Khalil va acabar controlant la ciutat el 28 de maig, quan la fortalesa del Temple caigués, després d'haver mort els pocs defensors sota la superioritat numèrica de l'invasor, que es va fer palesa en l'últim atac, format per un selecte grup de 2.000 mamelucs fanàtics.

## Tradició popular
Es diu que Jacques de Molay, abans de morir, va encarregar a François de Beaujeu, nebot de Guillaume de Beaujeu, salvar l'Orde del Temple. Per això, el nebot havia de dirigir-se a les tombes dels mestres del Temple parisenc i, justament en el sepulcre del seu parent, recollir un joier que havia de retornar al mestre en cap. Complerta la seva missió, de Molay li va encarregar la reorganització del Temple i el va iniciar en els secrets de l'Orde. Així mateix li va lliurar el joier, que contenia la relíquia més preuada dels Templers: el dit índex de la mà dreta de Joan Baptista. Després li va revelar que en el mateix fèretre on havia trobat el joier hi havia els documents i annals secrets de l'orde, així com el tresor templer.
François de Beaujeu va convèncer Felip "el Bell" que li permetés accedir al cos de Guillaume de Beaujeu per inhumar-lo al feu de la família. El relat diu que d'aquesta manera va recuperar les riqueses i els fitxers. Després va reunir vuit cavallers fidels i tots junts van fer confessió de propagar l'Orde del Temple per tot el globus mentre es poguessin trobar nous arquitectes perfectes. Després d'aquest jurament, l'Orde es va reorganitzar a Aberdeen i, passats uns quants segles, va donar lloc a les primeres lògies maçòniques escoceses. Això, és clar, és el que diu la llegenda.